# 颱風艾雲尼 (2024年)
颱風艾雲尼（英語：Typhoon Ewiniar，國際編號：2401，聯合颱風警報中心：WP012024，菲律賓大氣地球物理和天文管理局：Aghon）是2024年太平洋颱風季第1個被命名的風暴。「艾雲尼」一名由密克羅尼西亞提供，意為楚克群島傳統的風暴之神。艾雲尼起源於帕勞東南方440公里的一個大氣對流區。5月21日，日本氣象廳將此系統升格為低壓區，隨後又進一步升格為熱帶低氣壓。5月23日，系統增強為熱帶風暴，並命名為「艾雲尼」。艾雲尼在菲律賓登陸九次後，重新出海並達到強度頂峰。5月29日，其開始減弱，最終在6月6日於威廉王子灣南方併入鋒面系統。

## 發展過程
5月18日，一個熱帶擾動在帛琉東南方海域生成，美國海軍研究實驗室給予擾動編號93W。
5月23日凌晨2時，日本氣象廳將其升格為熱帶低氣壓。上午8時，日本氣象廳對其發布烈風警報。同時，台灣中央氣象署將其升格為熱帶性低氣壓，給予編號TD01。
5月24日上午11時，香港天文台將其升格為熱帶低氣壓。下午2時，澳門氣象局將其升格為熱帶低氣壓，同時，中國中央氣象台將其升格為熱帶低氣壓。
5月25日凌晨2時，聯合颱風警報中心將其升格為熱帶低氣壓，給予熱帶氣旋編號01W。同時，其在菲律賓霍蒙洪島登陸，隨後在菲律賓薩馬島吉波爾洛斯再次登陸。晚上，01W在菲律賓在薩馬島卡巴洛幹市的八肖島和卡杜永島、巴端市、馬斯巴特市、馬林杜克省的托里霍斯市七次登陸。晚上8時，聯合颱風警報中心率先將其升格熱帶風暴。
5月26日，01W在呂宋島第8次登陸。上午8時，日本氣象廳將其升格為熱帶風暴，給予國際編號2401，並命名「艾雲尼」。同時，台灣中央氣象署將其升格為輕度颱風。上午11時，中國中央氣象台和香港天文台將其升格為熱帶風暴。下午2時，澳門氣象局將其升格為熱帶風暴。下午5時，中國中央氣象台率先將其升格為強烈熱帶風暴。艾雲尼在波利略群島帕特納農甘市第九次登陸。晚上8時，聯合颱風警報中心率先將其升格颱風，同時，香港天文台和澳門氣象局將其升格為強烈熱帶風暴。晚上11時，中國中央氣象台將其升格為颱風。
5月27日凌晨2時，日本氣象廳將其升格為強烈熱帶風暴。同時，香港天文台將其升格為颱風。上午8時，日本氣象廳和澳門氣象局將其升格為颱風。同時，台灣中央氣象署將其升格為中度颱風。
5月29日下午2時，日本氣象廳將其降格為強烈熱帶風暴 。同時，台灣中央氣象署將其降格為輕度颱風。下午8時，香港天文台將其降格為強烈熱帶風暴。
5月30日凌晨2時，中國中央氣象台和澳門氣象局將其降格為強烈熱帶風暴。上午11時，中國中央氣象台將其降格為溫帶氣旋。下午3時45分，香港天文台表示艾雲尼已轉化為溫帶氣旋。
5月31日凌晨2時，日本氣象廳表示艾雲尼已轉化為溫帶氣旋。上午10時，聯合颱風警報中心對其發出最後警告。
6月3日下午2時，日本氣象廳在天氣圖上移除該系統。

## 影響

### 菲律賓
當地發出之最高風暴信號：三號風暴信號
截至2024年6月4日，菲律賓有超過5萬人受災，並有至少7人死亡，经济损失达到2077万美元（约合12.2亿菲律宾比索）。

### 日本
當地發布之最高風力警報：暴风警报
隨著艾雲尼向日本靠近，日本政府隨即發佈暴風警報，並表示風暴在靠近期間將轉化為溫帶氣旋，有機會帶來嚴重暴雨。5月27日，日本氣象局官員表示，風暴將會為沖繩縣部分地區帶來暴雨。結果，5月29日，當艾雲尼離開了菲律宾责任区之後立即吹襲沖繩島東南方、位於菲律賓海上大東群島中的一座珊瑚島南大東島，持續風速達到20 km/h（12 mph），在北大東村亦曾錄到最高陣風達89 km/h（55 mph）。此外，伊豆群島北部的三宅村錄得52.5 mm（2.07英寸）的雨量，而在東京都整個中央區的範圍亦錄得雨量36 mm（1.4英寸）
。

## 名称退役
因應「艾雲尼」在菲律賓造成严重的經濟損失，被菲律賓在第57屆颱風委員會年會申請退役，在2025年2月舉行的第57次颱風委員會會議上獲該會接納把艾雲尼從命名表中除名，以後將不再使用，新名將在58屆世界氣象組織颱風委員會會議上公布。此外，菲律賓大氣地球物理暨天文管理局亦把當地名稱「Aghon」除名，由「Amuyao」取代。

## 熱帶氣旋警告使用紀錄

### 菲律賓
| 菲律賓大氣地球物理和天文服務管理局 風暴信號 | 菲律賓大氣地球物理和天文服務管理局 風暴信號 | 菲律賓大氣地球物理和天文服務管理局 風暴信號 |
| ------------------------------------------- | ------------------------------------------- | ------------------------------------------- |
| 上一熱帶氣旋                                | 一號風暴信號                                | 下一熱帶氣旋                                |
| 熱帶風暴杰拉華                              | 一號風暴信號                                | 超強颱風凱米                                |
| 熱帶風暴杰拉華                              | 二號風暴信號                                | 超強颱風凱米                                |
| 颱風小犬                                    | 三號風暴信號                                | 超強颱風山陀兒                              |

## 外部連結
| 太平洋颱風季             |
| 主題頁 - 專題 - 編輯指南 |

- （英文）颱風2000：各氣象部門對艾雲尼的預測路徑集合 （页面存档备份，存于）
- （日語）日本氣象廳首頁 （页面存档备份，存于）
- （英文）聯合颱風警報中心首頁 （页面存档备份，存于）
- （简体中文）國家氣象中心首頁 （页面存档备份，存于）
- （繁體中文）臺灣中央氣象署首頁 （页面存档备份，存于）
- （繁體中文）香港天文台首頁 （页面存档备份，存于）
- （繁體中文）澳門地球物理氣象局首頁 （页面存档备份，存于）
- （英文）菲律賓大氣地球物理和天文管理局首頁 （页面存档备份，存于）
- （英文）菲律賓大氣地球物理和天文管理局 惡劣天氣公告 （页面存档备份，存于）
- （泰文）泰國氣象局首頁 （页面存档备份，存于）

1. ↑  . World Meteorological Organization. 2025-02-21  [2025-02-26] （英语）.
2. ↑  Boton, Christine. . philstar.com. 2025-02-27 （英语）.